# Kelly–Simoldes–UDO
A União Desportiva Oliveirense  (código UCI: UIO) é uma equipa de ciclismo portuguesa de categoria Continental elite e sub-23 e é uma das seções profissionais do clube União Desportiva Oliveirense, desde que foi aprovada a fusão da equipa Bike Clube de Portugal, vencedora da Volta a Portugal do Futuro de 2018. Com o nome UD Oliveirense/InOutbuild, a antiga equipa da Liberty Seguros-Carglass fixou-se no concelho de Oliveira de Azeméis, onde está sediado o Bike Clube de Portugal, que assume a gestão desportiva e financeira da modalidade.

## Classificações UCI
| Ano | Categoria | Classificação por equipas | Melhor corredor | Posição |

### UCI Europe Tour
| Temporada | Classificação por equipas | Melhor corredor | Posição |

## Plantel
Henrique Casimiro - 35 anos 
César Fonte - 34 anos 
Luís Gomes - 27 anos 
Pedro Miguel Lopes - 21 anos 
José Sousa - 21 anos 
João Salgado - 21 anos 
João Carneiro - 21 anos 
Guilherme Mota - 20 anos 
Hélder Goncalve - 20 anos 
Ricardo Machado - 18 anos 

## Palmarés
- 2019
- 2º no Campeonato de Portugal de Ciclismo em Estrada sub.23 (Fábio Costa)
- 2020
- 1º no Campeonato de Portugal de Ciclismo em Estrada sub.23 (Fábio Costa)
- 1º no Campeonato de Portugal de Ciclismo Contrarrelógio sub.23 ( Guilherme Mota )
- Vencedor da Clássica da Primavera ( Luís Gomes)
- 4º no Campeonato de Portugal de Ciclismo em Estrada (Luís Gomes)
- 2º na geral no Troféu Joaquim Agostinho ( Luís Gomes)
- 1ª etapa da Volta a Portugal ( Luís Gomes)
- Classificação dos pontos na Volta a Portugal (Luís Gomes)
- 2021
- 2º na Prova de Abertura (César Fonte)
- 10° na Clássica Aldeias do Xisto (Luís Gomes)
- 9° na Clássica da Arrábida (Luís Gomes)
- 4º na geral no GP O Jogo (Henrique Casimiro)
- 1° na geral no Grande Prémio dos Açores mais 1 etapa ganha (Pedro Miguel Lopes)
- 4° no Memorial Bruno Neves (Luís Gomes)
- Vencedor da Volta a Albergaria (Luís Gomes)
- Vencedor da Taça de Portugal (Luís Gomes)
- 4° no Campeonato de Portugal de Ciclismo Estrada sub.23 (Pedro Miguel Lopes)
- 7° no Campeonato de Portugal de Ciclismo em Estrada (César Fonte)
- 4° na geral no GP Abimota (José Sousa)
- 7° na geral no GP o Douro Internacional (Luís Gomes)
- 10° na geral na Volta ao Alentejo (Luís Gomes)
- 9° na Clássica Viana do Castelo (Pedro Miguel Lopes)
- 3° na geral na Volta a Portugal do Futuro  mais 1 etapa ganha (Pedro Miguel Lopes)
- 10° na geral na Volta a Portugal(Henrique Casimiro)
- 7° na geral no Grande Prémio Jornal de Notícias mais 1 etapa ganha (Henrique Casimiro)